# Sweetness
「sweetness」（スウィートネス）は、日本の歌手MISIAの5枚目のシングル。1999年11月25日発売。発売元はBMG JAPAN。

## 概要
- シングル「忘れない日々」と同時発売。

## 収録曲
1. sweetness [5:53]
作詞：MISIA、作曲・編曲：島野聡
2. 愛しい人 [5:00]
作詞・作曲：MISIA、編曲：松井寛/百石元
3. 忘れない日々 (HEX HECTOR'S RADIO MIX) [5:33]
作詞：MISIA、作曲：松本俊明、編曲：ヘックス・ヘクター

## 収録アルバム

### sweetness
- オリジナル『LOVE IS THE MESSAGE』（2000年1月1日）
- リミックス『MISIA REMIX 2000 LITTLE TOKYO』（2000年4月19日）
※SATOSHI TOMIIE SWEETER 12"MIX
- ベスト『MISIA GREATEST HITS』（2002年3月3日）
- ベスト『MISIA SINGLE COLLECTION 5th ANNIVERSARY』（2003年12月3日）
- リミックス『DECIMO X ANIVERSARIO DE MISIA THE TOUR OF MISIA 2008 EIGHTH WORLD + THE BEST DJ REMIXES』（2008年6月25日）
※SATOSHI TOMIIE REMIX(Radio Mix)

### 愛しい人
- オリジナル『LOVE IS THE MESSAGE』（2000年1月1日）
- ベスト『MISIA SINGLE COLLECTION 5th ANNIVERSARY』（2003年12月3日）